# Sapfir Nor Hačn FC
Sapfir Nor Hačn Football Club (arménsky: Նոր Հաճըն Ֆուտբոլային Ակումբ) byl arménský fotbalový klub sídlící ve městě Nor Hačn. Klub byl založen jako Hačn Nor Hačn, zanikl v roce 1997.

## Historické názvy
- Hačn Nor Hačn FC (Hačn Nor Hačn Football Club)
- 1996 – Sapfir Nor Hačn FC (Sapfir Nor Hačn Football Club)

## Umístění v jednotlivých sezonách
Zdroj: 
Legenda: Z - zápasy, V - výhry, R - remízy, P - porážky, VG - vstřelené góly, OG - obdržené góly, +/- - rozdíl skóre, B - body, červené podbarvení - sestup, zelené podbarvení - postup, fialové podbarvení - reorganizace, změna skupiny či soutěže
| Arménie (1992 – 1997)                     |                       |        |    |   |   |    |    |    |     |    |        |
| Sezóny                                    | Liga                  | Úroveň | Z  | V | R | P  | VG | OG | +/- | B  | Pozice |
| 1992                                      | Aradżin chumb         | 2      | 26 | 9 | 9 | 8  | 39 | 44 | -5  | 44 | 12.    |
| 1993                                      | Aradżin chumb – sk. B | 2      | 20 | 2 | 1 | 17 | 10 | 71 | -61 | 5  | 11.    |
| Klub byl v letech 1994 až 1996 neaktivní. |                       |        |    |   |   |    |    |    |     |    |        |
| 1996/97                                   | Aradżin chumb         | 2      | 22 | 9 | 1 | 12 | 36 | 46 | -10 | 28 | 7.     |